# Hans Grisebach

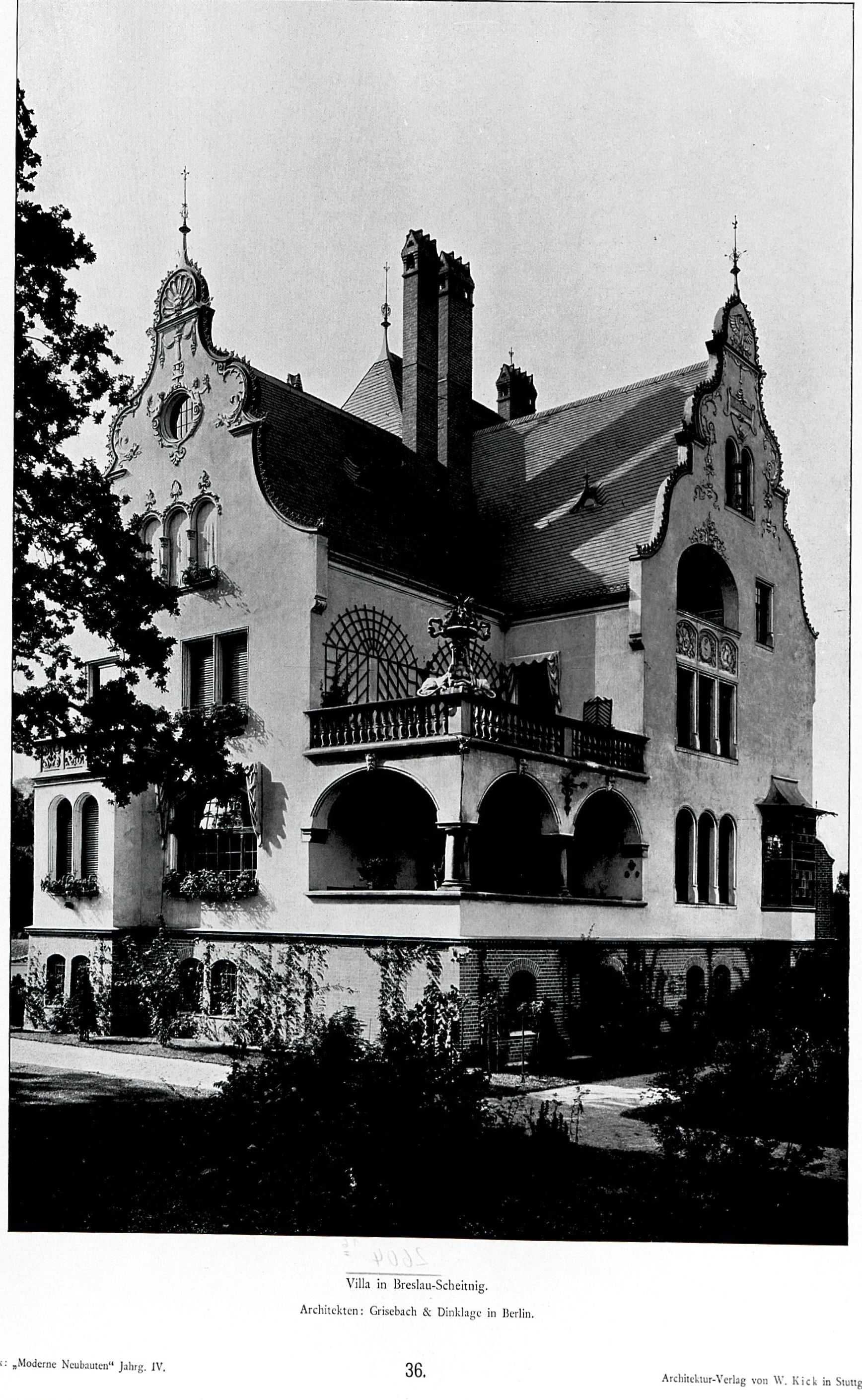
Will prof. Neissera we Wrocławiu zniszczona w 1945

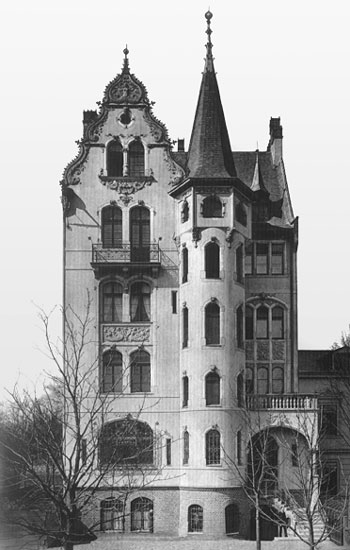
H. Grisebach: dom własny

Hans Otto Friedrich Julius Grisebach (także Griesebach) (ur. 26 lipca 1848 w Hanowerze, zm. 11 maja 1904 w Berlinie) – niemiecki architekt, przedstawiciel historyzmu, działający głównie w Berlinie i na Dolnym Śląsku.

## Życiorys
Ukończył architekturę na politechnice w Hanowerze. W latach 1873–1876 działał w Wiedniu, gdzie pracował dla budowniczego katedry św. Szczepana Friedricha von Schmidta. W 1876 przeniósł się do Wiesbaden, skąd wyjechał w 1879 na roczną podróż, studiując dzieła architektury w takich krajach, jak: Hiszpania, Włochy i Francja. Od 1880 do śmierci mieszkał i pracował w Berlinie, wykonując także rozmaite zamówienia dla innych rejonów. W 1888 przyjęty w poczet berlińskiej Akademii Sztuk Pięknych. Jednocześnie zgromadził znaczący zbiór starych inkunabułów, przechowywany dziś w berlińskiej Bibliotece Sztuki. W latach 1889–1901 pracował razem z Augustem Georgiem Dinklagem.
Do ważniejszych osiągnięć architektonicznych Grisebacha należy zaprojektowanie pawilonu na wystawę światową w Chicago (1893) i w Paryżu (1900) i udział w projektowaniu zamku Schnitzlera koło Waren (Müritz) (Meklemburgia) w latach 1896–1898. W Berlinie zaprojektował dom własny (1891/1892), w której mieszkał, a wraz z Dinklagem stację Schlesisches Tor (Śląską) linii U1 metra w Berlinie (1899–1901). Był też twórcą zrealizowanego w 1894 projektu pracowni Libermanna na Placu Paryskim.
Na Dolnym Śląsku zaprojektował willę profesora Neissera we Wrocławiu na obrzeżu Parku Szczytnickiego (dziś ul. Różyckiego) (1898–1899, zniszczona w 1945) oraz willę noblisty Gerharta Hauptmanna (tzw. dom Gerharta Hauptmanna) w Jagniątkowie w 1899, zachowaną do dziś. Obecnie mieści się tam Muzeum Miejskie "Dom Gerharta Hauptmanna".